# باكستان زندباد
باكستان زندباد (الأردية: پاکِستان زِندہ‌باد) بمعنى تحيا باكستان هو شعار وطني يستخدمه الباكستانيون في إظهار القومية الباكستانية. أصبحت العبارة شائعة بين مسلمي الهند البريطانية بعد نشر أن تشودري رحمت علي "إعلان باكستان" عام 1933، الذي جادل بأن الأقلية المسلمة في الهند البريطانية - وخاصة في المناطق ذات الأغلبية المسلمة في البنجاب وأفغانستان وكشمير والسند وبلوشستان - تشكل أمة ذات طبيعة متميزة بشكل لا رجعة فيه عن بقية الهند على "أسس دينية واجتماعية وتاريخية" ويرجع ذلك في المقام الأول إلى قضية الوحدة الهندوسية الإسلامية. تبنت رابطة مسلمي عموم الهند أيديولوجية علي باعتبارها "نظرية الأمتين" وحفزت في النهاية حركة باكستان التي أدت إلى تقسيم الهند البريطانية. خلال هذه الفترة، أصبح شعار "باكستان زنداباد" شعارًا وتحيةً شائع الاستخدام داخل الرابطة الإسلامية، وبعد تأسيس باكستان، استخدمه أيضًا المسلمين الذين كانوا يهاجرون إلى الدولة المستقلة حديثًا من الهند شعارا حاشدا، وكذلك استخدمه أولئك الذين كانوا بالفعل داخل حدود باكستان. يُستخدم هذا الشعار عادةً المواطنون الباكستانيون ومؤسسات الدولة الباكستانية في الأعياد الوطنية، وفي أوقات النزاع المسلح، وفي المناسبات الكبرى الأخرى.